# ウスリー川
ウスリー川（ウスリーがわ、ウスリー江（ウスリーこう）とも、満洲語: ᡠᠰᡠᠷᡞ
ᡠᠯᠠ　転写：usuri ula、中国語:Wūsūlǐ Jīang 乌苏里江（烏蘇里江）、ロシア語:река Уссури）は、ユーラシア大陸の北東部を流れる川。アムール川の支流のひとつ。ロシア沿海地方・ハバロフスク地方と中国東北部吉林省・黒竜江省の国境をなす川として重要視される。
ロシア沿海地方の中央を貫くシホテアリニ山脈の雪融け水や泉から無数の川が発し、ウスリー・タイガと呼ばれる松や広葉樹林の原生林を西に流れた後、東北に向きを変えて、西側の完達山という山脈と並行しながら、次々に支流を合わせながらロシア・中国の国境を流れ、ハバロフスクの近くでアムール川に合流する。合流点に中露の領土争いの対象となってきた中州である黒瞎子島（大ウスリー島）がある。
全長は約897kmあり、流域面積は193,000平方キロメートルにおよぶ。中国側からの主要な支流は2つあり、ひとつは黒龍江省と吉林省の境に発し黒龍江省を東へ流れ、穆棱市、鶏西市などを経て虎林市付近で合流する「穆棱河」で、もうひとつはハンカ湖（興凱湖）を源に国境を北へ流れて合流する「松阿察河（ソンガチャ河）」である。それ以外のウスリー川の支流のほとんど（ホール川、アニュイ川、ビキン川、といった大きな川など）は、ロシア側のシホテアリニ山脈のタイガから流れている。
流域の氾濫原、湿地と森林にはトラ（アムールトラ）、アカハジロ、コウノトリ、コウライアイサ、サカツラガンなどが生息しており、中国側の珍宝島（ダマンスキー島）西側一帯、虎林市の東方紅湿地付近および下流部の三江平原はラムサール条約登録地となっている。
ウスリー川は大きな被害をもたらす洪水でも有名である。冬には氷が張り、11月には氷結して4月まで氷は融けない。またサケ、マス、チョウザメとその他多くの魚が豊富で漁業が盛んである。中国の河川としては汚染が少ない川であるが、支流の黒龍江省東部付近の鉱工業地帯の排水などが今後心配されている。

## 歴史
古代以来、ウスリー川の両岸にわたり、ツングース系の粛慎・挹婁・勿吉・靺鞨や女真といった民族が活動しており、中国・朝鮮との間で交易をするほか戦争も起こしていた。
6世紀から9世紀にかけての唐の時期、勿吉は靺鞨と改称し、南の粟末靺鞨と北の黒水靺鞨にわかれ、粟末靺鞨は渤海を建国してウスリー川上流を領土に納め、黒水靺鞨はウスリー川の東岸や下流で活動した。黒水靺鞨は後に女真となり、彼らの地であるウスリー川岸を監督するため、元代には水達達路と阿速骨児千戸府が建設された。明代には現在の虎林市虎頭鎮の対岸の現ロシア側に亦麻河衛を、虎林市虎林鎮の付近に失里綿衛を、饒河県の付近に失児兀赤衛を、饒河県大楞半島より東に失木魯河衛を、撫遠市の対岸の現ロシア側に阿倫衛、伏里其衛、喜申衛などを置き女真を監督した。清代初期には寧古塔副都統轄区となり、雍正帝の時代には三姓副都統管領となった。
中国人や満州人はこの川を往来し、流域の諸民族やアムール河口の対岸に住むアイヌ人などから貢納される毛皮と中国産品とを交換する取引を行っていた。また、清の末期になると、流域に中国人農民や朝鮮王朝から逃れる朝鮮人農民らが入植をはじめた。1860年の中露北京条約締結により、ウスリー川の東（外満洲）はロシア領となり、東岸はすべてロシア帝国のプリモルスキー州（いわゆる沿海州、プリモルスキーとは沿岸部の意味）となった。沿岸にはウスリー・コサックが置かれた。

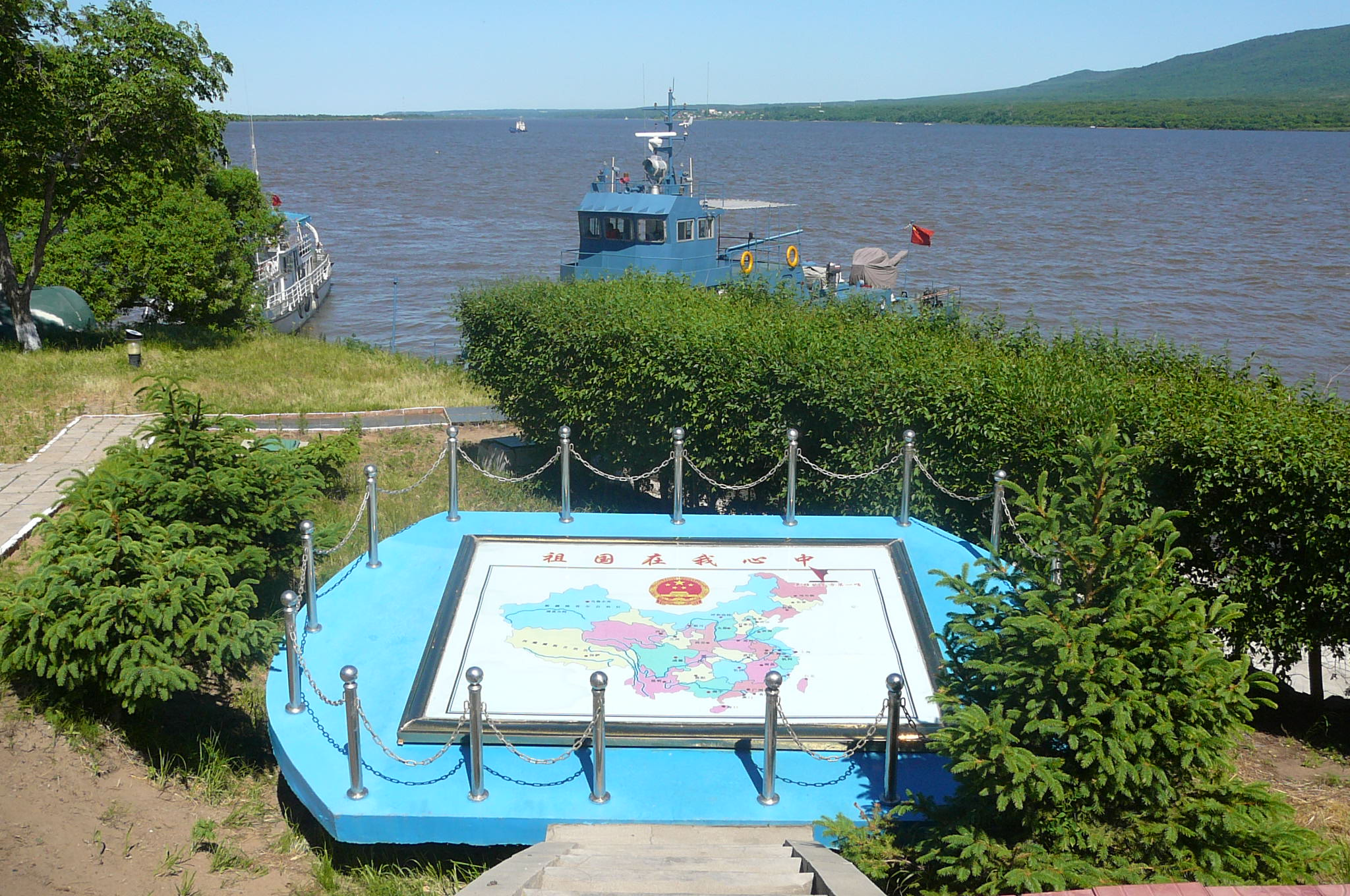
ウスリー川（中国側）

満州国時代はウスリー川はソ満国境の川となり、関東軍による国境の警備が厳しく行われていた。沿岸部の平原には日本人開拓団が入植したほか、関東軍はウスリー川を来るべきソ連との戦争の際の防衛線、および沿海州への侵攻拠点とすべく都市や鉄道などを整備した。
1945年8月、ソ連軍は対日宣戦布告によりウスリー川を渡り満州へ侵入、関東軍および満州国は崩壊した。その後成立した中華人民共和国とソ連は蜜月関係の時代に盛んにウスリー川を行き来したが、やがて路線をめぐり決別し、ウスリー川とアムール川の合流点の島々などの領有権を巡って領土紛争が発生するようになった。1969年にはウスリー川の中州・珍宝島（ダマンスキー島）をめぐる大規模な軍事衝突（中ソ国境紛争）が発生したが、1991年に中露両国はほとんどの地域における東部国境の確定完了を宣言し、対立は鎮静化している。